# Don’t Bother Me
«Don’t Bother Me» (с англ. — «Не докучай мне») — песня группы «Битлз» с альбома With The Beatles (в США была выпущена на альбоме Meet The Beatles!, вышедшем 20 января 1964). Песня стала первой композицией, написанной и исполненной Джорджем Харрисоном для «Битлз».

## История создания
Ещё до выхода этой песни Харрисону дважды приписывалось участие в написании песен для «Битлз», однако, оба раза речь шла о ранних композициях, которые были официально изданы лишь в сборнике Anthology 1 в 1995 году: «In Spite of All the Danger» (в основном написана Маккартни, Харрисон упомянут лишь за своё гитарное соло) и «Cry for a Shadow» (инструментальная композиция, задуманная как пародия на стиль группы The Shadows). Тем не менее, именно композиция «Don’t Bother Me» считается первой самостоятельной песней Харрисона как критиками, так и самим автором.
Харрисон сочинил эту песню во время болезни, в Борнмуте, где «Битлз» концертировали летом 1963 года. Ни сам Харрисон, ни кто-либо из других участников группы никогда высоко не оценивал эту песню. По словам самого Харрисона,

Это была довольно паршивая песенка. […] Но она, по крайней мере, показала мне, что всё, что я должен был делать — это лишь продолжать писать, и возможно в будущем я смог бы написать что-нибудь хорошее.
Оригинальный текст (англ.)It was a fairly crappy song. [...] At least it showed me that all I needed to do was keep on writing and then maybe eventually I would write something good.
— 
Мрачный общий настрой песни и безрадостный текст («Так что уходи, оставь меня одного, не докучай мне») были весьма нетипичны для «Битлз» того времени, однако впоследствии стали довольно привычными для песен самого Харрисона. Песня звучит большей частью в миноре и её характеризует довольно «плотное» звучание за счёт дважды записанного и сведённого вокала, гитарных партий, записанных с применением эффекта реверберации, и интенсивных ударных.

## Запись и выпуск песни
Группа записала песню за две сессии, состоявшиеся 11 и 12 сентября 1963 года в студии «Эбби Роуд».
В записи участвовали:
- Джордж Харрисон — дважды записанный и сведённый вокал, соло-гитара
- Джон Леннон — ритм-гитара, бубен
- Пол Маккартни — бас-гитара, клаве
- Ринго Старр — ударные, бонго

Песня была выпущена на втором альбоме группы With The Beatles 22 ноября 1963 года. Позднее песня была включена также и во второй американский альбом группы Meet The Beatles!, вышедший 20 января 1964.

## Судьба песни
- «Don’t Bother Me» звучит в фильме «Вечер трудного дня» в сцене, где участники группы танцуют в ночном клубе.
- Британский исполнитель Грегори Филлипс записал кавер-версию на эту песню, выпущенную его третьим синглом. Несмотря на то, что этот сингл не пользовался популярностью, он примечателен тем, что стал первой кавер-версией какой-либо из песен Джорджа Харрисона[4].